# Sam Tingle
Sam Tingle (Manchester, Groot-Brittannië, 24 augustus 1921 - Kaapstad, Zuid-Afrika, 19 december 2008) was een autocoureur uit Rhodesië, tegenwoordig Zimbabwe.
Tingle was actief in het Zuid-Afrikaans Formule 1-kampioenschap en nam in 1963, 1965 en van 1967 tot en met 1969 deel aan de officiële wereldkampioenschaps Grand Prix van Zuid-Afrika. Zijn eerste vier deelnames reed hij voor LDS, met speciaal voor Zuid-Afrika gebouwde Formule 1-wagens. Bij zijn laatste deelname in 1969 op 47-jarige leeftijd behaalde Tingle zijn beste resultaat, een achtste plaats.